# Pinnic
Pinnic fue un programa de televisión infantil, creado y dirigido por Miquel Obiols, que se emitió en Televisión Española desde el 16 de noviembre de 1992 hasta el 19 de julio de 1996. Producido por el centro territorial de TVE en Cataluña, se estrenó inicialmente en La 1 y después pasó a la programación de La 2.

## Formato
Concebido como un programa «contenedor» de series infantiles para un público entre 6 y 12 años, el hilo conductor de Pinnic era una sucesión de sketches protagonizados por cuatro jóvenes que viven en un entorno imaginario y surrealista. La idea era reflejar la energía de los niños, utilizando su mismo lenguaje y potenciando su imaginación, a través de elementos de la cultura popular. El protagonista de la mayoría de sketches era Pere Ponce, que interpretaba a Tirant, un técnico obsesionado con el mundo visual. El resto del reparto estaba formado por Susana García (Fanzina), María Salgueiro (Bumbum) y Àlex Sisteré (Cualquiercosa), y todos ellos interpretaban a un grupo de personajes virtuales que podían estirarse, encogerse o transformarse en seres bidimensionales.
Entre los espacios que se emitieron en Pinnic destacaron dibujos animados como Tiny Toons o Draculín y series como Harry y los Henderson y El Zorro. También permitía interactuar a través de concursos y tenía su propio club de socios que llegó a alcanzar los 50.000 inscritos. A raíz de su éxito, Canal+ contrató a Obiols en 1995 para desarrollar su programación infantil, lo que se tradujo en la creación de Programa más o menos multiplicado o dividido.

## Horario
Su primer horario de emisión fue de lunes a viernes a las 18:00 horas por La Primera.
En 1993 fue reubicado en la parrilla de La 2 de lunes a domingo a las 07:30h. 
Desde abril de 1994 hasta su finalización en junio de 1996, además de su emisión matinal, se habilitó otra franja de lunes a viernes desde las 13:00 hasta las 15:00h.

## Premios
El programa fue reconocido con un Premio Ondas en 1993.
También obtuvo una medalla de bronce en el Festival de Televisión de Nueva York de 1994.